# Mariano Díaz
Mariano Díaz Mejía [maˈɾjano ˈdi.as meˈxi.a] (ur. 1 sierpnia 1993 w Premià de Mar) – dominikański piłkarz, występujący na pozycji napastnika, obecnie bez klubu, reprezentant Kraju. Wychowanek Realu Madryt. Posiada również obywatelstwo hiszpańskie.

## Kariera piłkarska
Wychowanek Espanyolu, następnie grał w juniorskich drużynach w Katalonii i w trzecioligowym CF Badalona.
W 2011 podpisał swój pierwszy kontrakt z Realem Madryt. W sierpniu 2012 zaczął występować w drużynie C. W wygranym 5:2 meczu z Sestao River Club zdobył pierwszego w karierze hat-tricka. W styczniu 2014 zadebiutował w Castilli (druga drużyna Realu), w Segunda División, występując w przegranym 1–2 meczu ze Sportingiem Gijón.
Jesienią 2015, zdobywał po trzy gole dla Castilli w meczach z UD Socuéllamos i CF Fuenlabrada.
W sezonie 2016/2017 dołączył do pierwszej drużyny Realu, zadebiutował w Primera División w meczu z Celtą Vigo. W pucharowym meczu z Cultural y Deportiva Leonesa (6–1) Mariano Díaz trafił do siatki w 23-ej sekundzie gry, zdobywając tym samym najszybszego w historii Realu Madryt gola w tych rozgrywkach. W składzie Realu wygrał mistrzostwo Hiszpanii i Ligę Mistrzów UEFA.
30 czerwca 2017 Mariano Díaz przeszedł do Olympique Lyon. Francuski klub zapłacił za ten transfer 8 mln €.
29 sierpnia 2018 Real Madryt ogłosił powrót zawodnika na Estadio Santiago Bernabéu. Mariano przejął numer 7 po Cristiano Ronaldo. Łącznie wystąpił w 52 ligowych meczach i strzelił 6 bramek.
1 września 2023 przeniósł się do hiszpańskiej Sevilli.

### Reprezentacja
Mariano jest obywatelem Hiszpanii, ze względu na miejsce urodzenia, oraz Dominikany, skąd pochodzi jego matka.
W 2013 wystąpił w reprezentacji Dominikany w towarzyskim meczu z Haiti. Wyrażał też chęć reprezentowania Hiszpanii.

## Statystyki kariery
Aktualne na 8 marca 2020.
| Zespół               | Sezon                 | Liga    | Liga | Puchar  | Puchar | Europa  | Europa | Pozostałe | Pozostałe | Łącznie | Łącznie |
| Zespół               | Sezon                 | Występy | Gole | Występy | Gole   | Występy | Gole   | Występy   | Gole      | Występy | Gole    |
| -------------------- | --------------------- | ------- | ---- | ------- | ------ | ------- | ------ | --------- | --------- | ------- | ------- |
| CF Badalona          | 2011/12               | 3       | 0    | 1       | 1      | —       | —      | —         | —         | 4       | 1       |
| Real Madryt C        | 2012/13               | 20      | 3    | —       | —      | —       | —      | —         | —         | 20      | 3       |
| Real Madryt C        | 2013/14               | 26      | 15   | —       | —      | —       | —      | —         | —         | 26      | 15      |
| Real Madryt C        | Łącznie               | 46      | 18   | —       | —      | —       | —      | —         | —         | 46      | 18      |
| Real Madryt Castilla | 2013/14               | 1       | 0    | —       | —      | —       | —      | —         | —         | 1       | 0       |
| Real Madryt Castilla | 2014/15               | 10      | 5    | —       | —      | —       | —      | —         | —         | 10      | 5       |
| Real Madryt Castilla | 2015/16               | 33      | 27   | —       | —      | —       | —      | —         | —         | 33      | 27      |
| Real Madryt Castilla | Łącznie               | 44      | 32   | —       | —      | —       | —      | —         | —         | 44      | 32      |
| Real Madryt          | 2016/17               | 8       | 1    | 5       | 4      | 1       | 0      | —         | —         | 14      | 5       |
| Olympique Lyon       | 2017/18               | 34      | 18   | 2       | 1      | 9       | 2      | —         | —         | 45      | 21      |
| Olympique Lyon       | 2018/19               | 3       | 0    | 0       | 0      | 0       | 0      | —         | —         | 3       | 0       |
| Olympique Lyon       | Łącznie               | 37      | 18   | 2       | 1      | 9       | 2      | —         | —         | 48      | 21      |
| Real Madryt          | 2018/19               | 13      | 3    | 1       | 0      | 5       | 1      | —         | —         | 19      | 4       |
| Real Madryt          | 2019/20               | 2       | 1    | —       | —      | 0       | 0      | 2         | 0         | 4       | 1       |
| Real Madryt          | Łącznie (Real Madryt) | 23      | 5    | 6       | 4      | 6       | 1      | 2         | 0         | 37      | 10      |
| Łącznie w karierze   | Łącznie w karierze    | 153     | 73   | 9       | 6      | 15      | 3      | 2         | 0         | 179     | 82      |

## Sukcesy

### Real Madryt
- Mistrzostwo Hiszpanii: 2016/2017, 2019/2020, 2021/2022
- Superpuchar Hiszpanii: 2019/2020
- Liga Mistrzów UEFA: 2016/2017, 2021/2022
- Klubowe mistrzostwo świata: 2016